# 尼科西亚国际机场
尼科西亚国际机场（希臘語：Διεθνές Αεροδρόμιο Λευκωσίας，曾用IATA：NIC，曾用ICAO：LCNC），是位于塞浦路斯首都尼科西亚西郊的一座已弃用的机场。

## 历史
尼科西亚国际机场建于1930年代，目的是作为英国皇家空军在尼科西亚的军事基地。第二次世界大战期间，机场的跑道和设施进行了扩建。1943－1944年，美国空军参与盟军轰炸罗马尼亚普洛耶什蒂油田的战斗时使用了尼科西亚国际机场。
1947年，尼科西亚国际机场开始承担民用航空任务。随着民用航空的规模不断扩大，留给英国皇家空军的空间越来越小。后者于1966年撤离尼科西亚国际机场。今天仍存在的机场旅客航站楼建于1968年。
1974年，土耳其入侵塞浦路斯，占领了全岛的37%，将塞浦路斯分裂成南北两部分。北部实际由土耳其控制；南部由受到国际承认的塞浦路斯共和国控制。而尼科西亚国际机场则处在南北交界处的塞浦路斯联合国缓冲区。由于南北双方不断交战，尼科西亚国际机场自1974年便停用至今。
目前，塞浦路斯岛上通航的机场为南部的拉纳卡国际机场和帕福斯国际机场，以及北部的埃尔詹国际机场。由于北塞浦路斯土耳其共和国不被国际社会承认，许多国家不允许将埃尔詹国际机场列入飞行计划。因此，埃尔詹国际机场仅有通往土耳其的国际航空。
尼科西亚国际机场现由联合国驻塞浦路斯维持和平部队控制，作为该维和部队的总部驻地。部分跑道和飞机棚供联合国的巡逻直升机使用。

## 事故与意外
- 1956年3月3日，Skyways公司一架注册号为G-ALDW的Handley Page Hermes飞机被安装定时炸弹，于起飞前20分钟在尼科西亚国际机场地面爆炸。这架飞机原定运载68名乘客飞往英国。[3]
- 1956年4月27日，英国皇家空军一架C-47运输机在地面被EOKA组织安装的炸弹损毁。
- 1973年1月29日，埃及航空一架注册号为SU-AOY的伊尔-18D客机在向尼科西亚国际机场进近的过程中坠落于附近的山上。机上30名乘客和7名机组人员全部遇难。[4]
- 1973年8月29日，捷克航空一架图-104客机执行CSA531次航班从大马士革飞来，在尼科西亚降落时冲出跑道。这架飞机原定从尼科西亚继续飞往布拉格。事故未造成人员死亡。
- 1974年7月20日，塞浦路斯航空两架空载的飞机在地面上被入侵的土耳其空军摧毁。

## 曾经通航的航空公司及航点
尼科西亚国际机场关闭之前有下列通航的航空公司及航点。
| 航空公司         | 目的地 |
| ---------------- | --- |
| 英国航空         | 贝尔法斯特、格拉斯哥、伦敦、曼彻斯特 |
| 英国苏格兰人航空 | 格拉斯哥、伦敦盖特威克 |
| 捷克航空         | 布拉格、大马士革 |
| 塞浦路斯航空     | 亚历山大港、安曼、雅典、巴格达、巴林、贝鲁特、布鲁塞尔、开罗、大马士革、海法、伊斯坦布尔、喀土穆、科威特城、伦敦、曼彻斯特、巴黎、罗马、特拉维夫、瓦迪哈勒法 |
| Dan航空          | 伦敦盖特威克、马耳他 |
| 埃及航空         | 开罗 |
| 以色列航空       | 特拉维夫 |
| 东德航空         | 柏林舍讷费尔德 |
| 伊拉克航空       | 巴格达 |
| 皇家荷兰航空     | 阿姆斯特丹 |
| 汉莎航空         | 法兰克福、柏林、慕尼黑、杜塞尔多夫 |
| 中东航空         | 贝鲁特 |
| Nordic-Air       | 奥斯陆 |
| 奥林匹克航空     | 雅典 |
| 皇家约旦航空     | 安曼 |
| Skyways          | 伦敦斯坦斯特德 |
| 斯特林航空       | 哥本哈根、斯德哥尔摩 |
| 叙利亚阿拉伯航空 | 大马士革 |
| 土耳其航空       | 安卡拉、伊斯坦布尔、伊兹密尔 |